# Antonio Cagnoni
Antonio Cagnoni (Godiasco, le 8 février 1828 - Bergame, le 30 avril 1896) est un compositeur italien. Fils de Giovanni, médecin et de Serafina Nobili, « femme douce et cultivée », il est connu pour ses opéras. Sa musique est caractérisée par l'utilisation de leitmotivs et d'harmonies légèrement dissonantes. Il a aussi écrit un petit nombre de pièces de musique sacrée, en particulier un Requiem en 1888. Il a également produit le troisième mouvement, Quid sum miser, de la Messa per Rossini, une œuvre collective composée par treize compositeurs en l'honneur de Gioacchino Rossini.

## Biographie
Il a étudié la composition en privé à Voghera, d'abord avec le Padre Davide da Bergamo, puis au Conservatoire de Milan, où ses trois premières œuvres, Rosalia San Miniato (1845), I due savoiardi (1846), et Don Bucefalo (1847), furent représentées alors qu'il était encore étudiant. Les derniers opéras, en particulier, ont été très bien reçus et ont été joués dans divers théâtres, dont le Teatro Regio de Parme et le Teatro San Carlo de Naples.
Il a composé plus tard 16 autres opéras et un pastiche, obtenant le succès, en particulier avec Michele Perrin (1864), Claudia (1866), Un capriccio di donna (1870), Papà Martin (1871) et Francesca da Rimini (1878). Le dernier ouvrage, Re Lear, a été achevée en 1895, mais a été joué seulement en 2009 au Festival de la vallée d'Itria.
Cagnoni a été maître de chapelle d'abord à la cathédrale de Vigevano, de 1852 à 1879, et plus tard au Dôme de Novare, de 1879 à 1888. En 1888, il est devenu directeur du Civico Istituto Musicale de Bergame, où il est resté en fonction jusqu'à mort.
Sur proposition du ministre de l'Instruction Publique, Antonio Cagnoni a reçu la croix de l'Ordre des Saints-Maurice-et-Lazare.

## Compositions
- Rosalia di San Miniato (melodramma semiserio en 2 actes, livret de Callisto Bassi, 28 février 1845, Conservatoire de Milan)
- I due savoiardi (melodramma semiserio en 2 actes, livret de Leopoldo Tarantini, 15 juin 1846, Conservatoire de Milan)
- Don Bucefalo (melodramma semiserio en 3 actes, livret de Callisto Bassi, 28 juin 1847, Conservatoire de Milan)
- Il testamento di Figaro (melodramma comico en 2 actes, livret de Callisto Bassi, 26 février 1848, Milan, Teatro Re)
- Amori e trappole (melodramma giocoso en 3 actes, livret de Felice Romani, 27 avril 1850, Gênes, Teatro Carlo Felice)
- Il sindaco babbeo (opera comica en 3 actes, livret de Giorgio Giachetti, 3 mars 1851, Milan, Teatro di Santa Radegonda)
- La valle d'Andorra (melodramma semiserio en 2 actes, livret de Giorgio Giachetti, 7 juin 1851, Milan, Teatro della Cannobiana)
- Giralda (melodramma giocoso en 3 actes, livret de Giorgio Giachetti et Raffaele Berninzone, 8 mai 1852, Milan, Teatro di Santa Radegonda)
- La fioraia (melodramma giocoso en 3 actes, livret de Giorgio Giachetti, 24 novembre 1853, Turin, Teatro Nazionale)
- La figlia di Don Liborio (opera buffa en 3 actes, livret de Francesco Guidi, 18 octobre 1856, Gênes, Teatro Carlo Felice)
- Il vecchio della montagna ossia L'emiro (tragedia lirica en 4 actes, livret de Francesco Guidi, 5 septembre 1860, Turin, Teatro Carignano)
- Michele Perrin (opera comica en 3 actes, livret de Marco Marcelliano Marcello, 7 mai 1864, Milan, Teatro di Santa Radegonda)
- Claudia (dramma lirico en 4 actes, livret de Marco Marcelliano Marcello, 20 mai 1866, Milan, Teatro della Cannobiana)
- La tombola (commedia lirica en 3 actes, livret de Francesco Maria Piave, 18 janvier 1867, Rome, Torre Argentina)
- La vergine di Kermo (melodramma romantico en 3 actes, pastiche avec des musiques de Carlo Pedrotti, Federico Ricci, Amilcare Ponchielli, Giovanni Pacini, Lauro Rossi, et Alberto Mazzucato, livret de Francesco Guidi, 16 février 1870, Crémone, Teatro Concordia)
- Un capriccio di donna (melodramma serio en 1 prologue et 3 actes, livret de Antonio Ghislanzoni, 10 mars 1870, Gênes, Teatro Carlo Felice)
- Papà Martin (opera semiseria en 3 actes, livret de Antonio Ghislanzoni, 4 mars 1871, Gênes, Teatro Politeama Tivoli)
- Il duca di Tapigliano (opera comica en 1 prologue et 2 actes, livret de Antonio Ghislanzoni, 10 octobre 1874, Lecques, Teatro Sociale)
- Francesca da Rimini (tragedia lirica en 4 actes, livret de Antonio Ghislanzoni, 19 février 1878, Turin, Teatro Regio diretta da Carlo Pedrotti)
- Re Lear (tragedia lirica en 4 actes, livret de Antonio Ghislanzoni, 19 juillet 2009, Martina Franca, Festival de la vallée d'Itria)[3]